# Holy Land (음반)
| 전문가 평가 | 전문가 평가 |
| 평가 점수   | 평가 점수   |
| 출처        | 점수        |
| ----------- | ----------- |
| AllMusic    | [ 3 ]       |

《Holy Land》는 브라질의 헤비 메탈 밴드 앙그라의 두 번째 스튜디오 음반이다. 음반 발매를 둘러싼 예술에서 묘사된 바와 같이 16세기(유럽적 관점)에 발견될 무렵 브라질 땅을 중심으로 테마가 형성된 콘셉트 음반이다. 일단 완전히 열리면, 커버 아트는 오래된 15세기 지도인 것으로 판명된다. 타이틀곡 〈Holy Land〉는 브라질 음악에서 가져온 많은 토착적이고 민속적인 영향을 담고 있지만, 또한 당시의 유럽을 상징하는 고전적인 편곡도 포함하고 있다.

## 배경
오프닝 트랙 〈Crossing〉은 이탈리아의 작곡가 조반니 피에를루이지 다 팔레스트리나에 의해 연주된 오크룩스 에이브를 특징으로 한다. 다음 곡들은 포르투갈인들이 식민지를 점령하기 전 "성지 (holy land)"에서의 삶과 브라질이 도착하자마자 겪은 변화를 다루고 있다.
드러머 리카르도 콘페소리에 따르면, 〈Nothing to Say〉는 기타리스트 라파엘 비트텐코트가 소유한 작은 시골 사유지에서 1994년 경에 그가 만든 드럼 리프를 중심으로 개발되었다. 그의 밴드 동료들은 그것을 듣고 곧 싱글 노트 오프닝 리프를 포함한 곡의 나머지 부분을 만들기 위해 합류했다.

## 곡 목록
| #   | 제목                     | 작사·작곡                                                      | 재생 시간 |
| --- | ------------------------ | -------------------------------------------------------------- | --------- |
| 1.  | 〈Crossing (기악)〉      | 조반니 피에를루이지 다 팔레스트리나                            | 1:56      |
| 2.  | 〈Nothing to Say〉       | 앙드레 마토스, 키코 루레이로, 리카르도 콘페소리                | 6:22      |
| 3.  | 〈Silence and Distance〉 | 마토스                                                         | 5:35      |
| 4.  | 〈Carolina IV〉          | 마토스, 루레이로, 라파엘 비트텐코트, 콘페소리, 루이스 마리우티 | 10:36     |
| 5.  | 〈Holy Land〉            | 마토스                                                         | 6:26      |
| 6.  | 〈The Shaman〉           | 마토스                                                         | 5:24      |
| 7.  | 〈Make Believe〉         | 마토스, 비트텐코트                                             | 5:53      |
| 8.  | 〈Z.I.T.O.〉             | 마토스, 루레이로, 비트텐코트                                   | 6:04      |
| 9.  | 〈Deep Blue〉            | 마토스                                                         | 5:49      |
| 10. | 〈Lullaby for Lucifer〉  | 루레이로, 비트텐코트                                           | 2:40      |